# 玉堤
玉堤（日语：／ Tamazutsumi */?）是東京都世田谷區的地名，設一丁目與二丁目。郵遞區號158-0087。

## 地理
從東急大井町線等等力站與東急東橫線、目黑線田園調布站步行10至15分鐘。

## 歷史
1968年（昭和43年），玉川等等力町一丁目、玉川尾山町各一部分成立玉堤，1970年（昭和45年）玉川等等力町一部分編入二丁目。

### 地名由來
原屬玉川等等力町一部分，1970年（昭和45年）實施住居表示時以1961年開校的玉堤小學校命名。玉堤小學校因鄰近多摩川（玉川，多摩川的同音美稱）的河堤而得名。

## 設施
- 東京都市大學（舊武藏工業大學）世田谷校區
- 東京都立園藝高等學校管理　玉川果樹園

## 備註
1. ↑  平成25年（2013年）の世田谷区の町丁別人口と世帯数 - 世田谷区